# Libertad de prensa

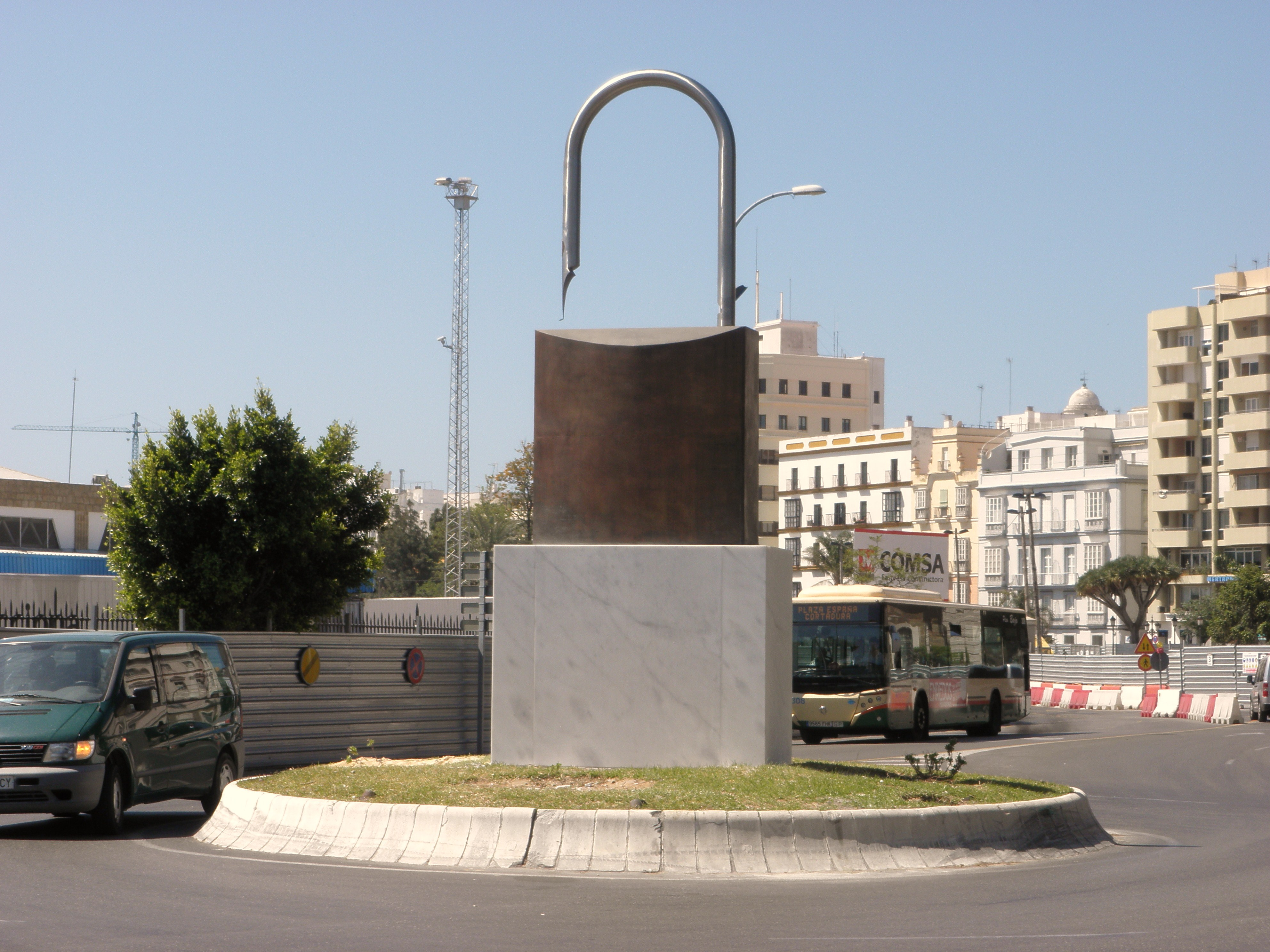
Monumento a la libertad de prensa en Cádiz, España.

La libertad de prensa o la libertad de los medios de comunicación es el principio de que la comunicación y la expresión a través de diversos medios, incluidos los medios impresos y electrónicos, especialmente los materiales publicados, deben considerarse un derecho que se ejerza libremente. Tal libertad implica la ausencia de interferencia del Estado.  Esto implica la prohibición de la censura previa. Su preservación puede obtenerse a través de protecciones constitucionales.
El artículo 19 de la Declaración Universal de los Derechos Humanos de las Naciones Unidas de 1948 establece:

Todo individuo tiene derecho a la libertad de opinión y de expresión; este derecho incluye el de no ser molestado a causa de sus opiniones, el de investigar y recibir informaciones y opiniones, y el de difundirlas, sin limitación de fronteras, por cualquier medio de expresión.

Suecia fue el primer país del mundo en adoptar la libertad de prensa en su constitución con la Ley de Libertad de Prensa de 1766, aunque no fue el primero en aplicarla, ya países como Inglaterra a finales del siglo XVII ya utilizaban más o menos este concepto. Está protegida por la Primera Enmienda, realizada en 1791, de la Constitución de los Estados Unidos.

## Relación con la publicación propia
El periodista estadounidense del siglo XX A. J. Liebling afirmó, de forma crítica, que la libertad de prensa solo era un derecho de los que tenían una imprenta, por lo que el autor puede decidir publicar por su cuenta.

## Estado de la libertad de prensa en el mundo
| Situación muy difícil Situación difícil Problemas destacables | Situación satisfactoria Buena situación No clasificados/sin datos |

Índice de Libertad de Prensa en 2022 según Reporteros sin Fronteras

Existen varias organizaciones que estudian la libertad de prensa de los países basándose en distintos estándares, como Reporteros sin Fronteras, el Comité para la Protección de los Periodistas, y Freedom House.
La Sociedad Interamericana de Prensa elabora informes semestrales sobre la libertad de prensa en América.

### Índice mundial de libertad de prensa
Cada año, Reporteros Sin Fronteras publica una clasificación de países en términos de su libertad de prensa. La lista se realiza sobre la base de las respuestas dadas a cuestionarios enviados a periodistas que son parte de las organizaciones miembro, como también a especialistas relacionados tales como investigadores, juristas y activistas por los derechos humanos. El cuestionario pregunta sobre ataques directos a periodistas y a medios y también sobre otras formas indirectas de presión sobre la prensa libre, como por ejemplo presión de las ONG sobre periodistas. RSF es cuidadoso de notar que el índice sólo lidia con la libertad de prensa, y no intenta medir la calidad del periodismo.
Según el último informe de Reporteros sin fronteras de 2024, los países en donde la prensa es más libre son Finlandia, Países Bajos, Noruega, Dinamarca, Estonia, Irlanda y Suiza. El país donde la libertad de prensa ha sido mayormente afectada y restringida fue Eritrea, seguido de Siria, Afganistán, Corea del Norte, Irán y Turkmenistán.España ocupa el puesto 30/180 en 2024, Venezuela el 156/180 y Cuba el 168/180.

### Estados no democráticos
De acuerdo con Reporteros Sin Fronteras, más de un tercio de la población del mundo vive en países en los que no hay libertad de prensa. Mayoritariamente, esta población vive en países en los que no hay un sistema democrático, o donde este tiene serias deficiencias. El concepto de libertad de prensa es extremadamente problemático para estos países, ya que en la Edad Moderna el control estricto del acceso a la información se vuelve crítico para su subsistencia. Para este fin, la mayoría de los gobiernos no democráticos utilizan organizaciones estatales para promover propaganda crítica para mantener la base de poder político actual y suprimir (a menudo brutalmente) cualquier intento significativo de los medios o de periodistas individuales de desafiar la línea oficial del gobierno. En esos países es común la intimidación de periodistas, desde simples amenazas a sus carreras profesionales a amenazas de muerte, secuestros, tortura y asesinato. RSF
En 2003, 42 periodistas perdieron sus vidas en ejercicio de su profesión y por lo menos 130 estuvieron en prisión como resultado de su tarea. En 2005, 63 periodistas y 5 asistentes fueron asesinados.

### Regiones cerradas a periodistas extranjeros
- Chechenia (Rusia)[12]
- Birmania
- Yamu y Cachemira (India)[13]
- Nueva Guinea Occidental (Indonesia)[14]
- Waziristán (Pakistán)[15]
- Tíbet (China)[16]
- Agadez (Níger)

## Historia

### Europa
La Europa central, septentrional y occidental tienen una larga tradición de libertad de expresión, incluida la libertad de prensa. Después de la Segunda Guerra Mundial, Hugh Baillie, presidente del servicio de cable de United Press con sede en los Estados Unidos, promovió la libertad de difusión de noticias. Sus propuestas fueron transmitidas en la Conferencia de Ginebra sobre Libertad de Información en 1948, pero fueron bloqueadas por los soviéticos y los franceses.
La libertad de medios es un derecho fundamental que se aplica a todos los Estados miembros de la Unión Europea y a sus ciudadanos, tal como se define en la Carta de los Derechos Fundamentales de la UE, así como en el Convenio Europeo de Derechos Humanos. Garantizar la libertad de prensa es un "indicador clave de la disposición de un país para formar parte de la UE".

#### Reino Unido
Según el «New York Times», "Gran Bretaña tiene una larga tradición de prensa libre e inquisitiva", pero "a diferencia de Estados Unidos, Gran Bretaña no tiene garantía constitucional de libertad de prensa". La libertad de prensa se estableció en Gran Bretaña en 1695. Alan Rusbridger, exeditor de «The Guardian», afirmó: "Cuando la gente habla sobre la licencia de periodistas o periódicos, el instinto debe ser referirlos a la historia. Lea sobre cómo las licencias de la prensa en Gran Bretaña fueron abolidas en 1695. Recuerde cómo las libertades ganadas aquí se convirtieron en un modelo para gran parte del resto del mundo, y sea consciente de cómo el mundo todavía nos mira para ver cómo protegemos esas libertades ".
Hasta 1694, Inglaterra tuvo un elaborado sistema de licencias; el más reciente se vio en la Ley de Licencias de la Prensa de 1662. No se permitió ninguna publicación sin el acompañamiento de una licencia otorgada por el gobierno. Cincuenta años antes, en un momento de guerra civil, John Milton escribió el panfleto «Areopagitica» (1644). En esta obra, Milton argumentó enérgicamente en contra de esta forma de censura del gobierno y parodió la idea, escribiendo "cuando los deudores y delincuentes pueden caminar al extranjero sin un guardián, pero los libros no ofensivos no deben surgir sin un carcelero visible en su título". Aunque en ese momento hizo poco por detener la práctica de la concesión de licencias, más tarde se consideraría un hito significativo como una de las defensas más elocuentes de la libertad de prensa.
El argumento central de Milton era que el individuo es capaz de usar la razón y distinguir lo correcto de lo incorrecto, lo bueno de lo malo. Para poder ejercer este derecho, el individuo debe tener acceso ilimitado a las ideas de sus semejantes en "un encuentro libre y abierto". De los escritos de Milton se desarrolló el concepto del mercado abierto de ideas, la idea de que cuando las personas discuten entre sí, prevalecerán los buenos argumentos. El gobierno se defendía de las críticas alegando una figura jurídica llamada "libelo sedicioso".
John Locke contribuyó a la derogación de la Ley de Licencias de la Prensa en 1695.
En las colonias americanas de Gran Bretaña, los primeros editores descubrieron que a los lectores les gustaba cuando criticaban al gobernador local. Los gobernadores descubrieron que podían cerrar los periódicos. La confrontación más dramática se produjo en Nueva York en 1734, donde el gobernador llevó a John Peter Zenger a juicio por libelo penal después de la publicación de ataques satíricos. Los abogados defensores argumentaron que, de acuerdo con el derecho consuetudinario inglés, la verdad era una defensa válida contra la difamación. El jurado absolvió a Zenger, quien fue defendido por el abogado de Filadelfia Andrew Hamilton y se convirtió en el icónico héroe estadounidense por la libertad de prensa. El resultado fue una tensión emergente entre los medios y el gobierno. A mediados de la década de 1760, había 24 periódicos semanales en las 13 colonias, y el ataque satírico contra el gobierno pasó a ser una característica común de los periódicos norteamericanos.
John Stuart Mill en 1869 en su libro «Sobre la libertad» abordó el problema de la autoridad versus la libertad desde el punto de vista de un utilitarista del siglo XIX: el individuo tiene el derecho de expresarse siempre y cuando no dañe a otros individuos. La buena sociedad es aquella en la que el mayor número de personas disfruta de la mayor cantidad posible de felicidad. Al aplicar estos principios generales de libertad a la libertad de expresión, Mill afirmaba que si silenciamos una opinión, podemos silenciar la verdad. La libertad de expresión individual es, por lo tanto, esencial para el bienestar de la sociedad. Mill escribió:

Si toda la humanidad menos uno, fuera de una opinión, y una, solo una persona fuera de la opinión contraria, la humanidad no estaría más justificada para silenciar a esa persona de lo que esa lo estaría, si tuviera el poder para ello, para silenciar a toda la humanidad.

#### Francia
Denis Diderot defendió este derecho en su ensayo «Sobre la libertad de prensa» (1769).
La Declaración de los Derechos del Hombre y del Ciudadano, aprobada el 26 de agosto de 1789, dice, en su artículo 11:

La libre comunicación de pensamientos y opiniones es uno de los derechos más valiosos del Hombre; por consiguiente, cualquier Ciudadano puede hablar, escribir e imprimir libremente, siempre y cuando responda del abuso de esta libertad en los casos determinados por la Ley

Esta declaración está en la Constitución de 1958.

#### Dinamarca y Noruega
El 4 de septiembre de 1770 el gobierno de Johann Friedrich Struensee abolió las antiguas leyes de censura. Sin embargo, debido a la gran cantidad de panfletos, la mayoría anónimos, publicados que eran críticos y a menudo injuriosos hacia el gobierno de Struensee, se reinstauraron algunas restricciones a la libertad de prensa el 7 de octubre de 1771.

#### Italia
Después de la unificación italiana en 1861, el Estatuto Albertino de 1848 se adoptó como constitución italiana. El estatuto garantizaba la libertad de prensa con algunas restricciones en caso de abusos en materia religiosa, como indicaba el artículo 28:

La prensa será libre, pero la ley puede suprimir los abusos de esta libertad. Sin embargo, las biblias, los catecismos, los libros litúrgicos y de oración no se imprimirán sin el permiso previo del obispo.

La Constitución Italiana de 1947 garantiza la libertad de prensa, como se establece en el artículo 21, párrafos 2 y 3:

La prensa no puede ser sometida a ninguna autorización o censura. La incautación solo se puede permitir mediante una orden judicial que indique el motivo y solo para los delitos expresamente determinados por la ley en la prensa o en caso de violación de la obligación de identificar a las personas responsables de dichos delitos.

#### Alemania
En 1933 la libertad de prensa fue suprimida en la Alemania nazi por el conocido como Decreto del Incendio del Reichstag del presidente Paul von Hindenburg, poco después de que Adolf Hitler llegase a canciller. Hitler suprimió en gran medida la libertad de prensa a través del Ministerio del Reich para la Ilustración Pública y Propaganda, de Joseph Goebbels.
La libertad de prensa fue reconocida por el artículo 5 de la Ley Fundamental para la República Federal de Alemania de 1949.

#### Suecia y Finlandia
Una de las primeras leyes sobre la libertad de prensa fue aprobada en Suecia en 1776, sobre todo debido a un parlamentario liberal-conservador, el sacerdote ostrobotiano Anders Chydenius.

#### España
La primera vez que se reconoció en España la libertad de prensa fue en el decreto del 10 de noviembre de 1810 de las Cortes de la Real Isla de León. La Constitución de 1812 reconoció la libertad de prensa en los artículos 131 y 371.
La Constitución de 1978 establece la libertad de prensa y la prohibición de cualquier tipo de censura previa en el artículo 20.

### América

#### Estados Unidos
Las diez primeras enmiendas de la Constitución de los Estados Unidos, conocidas como la Carta de Derechos de los Estados Unidos (Bill of Rights), fueron aprobadas el 15 de diciembre de 1791. La primera enmienda dice:

El Congreso no hará ley alguna por la que adopte una religión como oficial del Estado o se prohiba practicarla libremente, o que coarte la libertad de palabra o de imprenta, o el derecho del pueblo para reunirse pacíficamente y para pedir al gobierno la reparación de agravios.

#### Canadá
El artículo 2, apartado b) de la Carta Canadiense de los Derechos y las Libertades, de 1982, establece la "libertad de pensamiento, creencia, opinión y expresión, incluida la libertad de prensa y otros medios de comunicación".

#### México
La libertad de prensa fue reconocida en la Constitución de 1824 en los artículos 50, 161 y 171, donde enfatizaba la garantía de publicar ideas políticas restringiendo lo concerniente a las ideas religiosas. Fue reconocida en el artículo 7 de la Constitución de México de 1857.
La actual Ley de imprenta reglamenta los artículos sexto y séptimo de la Constitución Política promulgada en 1917, que hoy nos rige. No es el movimiento armado iniciado en 1910 lo que dio origen a estos artículos y en consecuencia a su ley reglamentaria. Cabe recordar que en la formulación del postulado central de los artículos sexto y séptimo de la Constitución de 1857 influyeron notablemente un grupo de liberales progresistas que se pronunciaron por una libertad de imprenta sin restricción alguna. La concepción de estos constituyentes sobre los derechos del hombre se expuso con tal elocuencia, que lograron que el congreso de 1856 aprobara casi por unanimidad la tesis de la inviolabilidad de escribir y publicar escritos sobre cualquier materia. Al hacerse patente el triunfo de los liberales moderados, quienes propusieron como limitaciones, las que finalmente quedaron redactadas tanto en la Constitución de 1856 como en la de 1917.
Artículo 6 de la Constitución de 1917: La manifestación de las ideas no será objeto de ninguna inquisición judicial o administrativa, sino en el caso de que ataque la moral, los derechos de tercero, provoque algún delito, o perturbe el orden público.
Artículo 7 de la Constitución de 1917: Es inviolable la libertad de escribir y publicar escritos sobre cualquiera materia. Ninguna ley ni autoridad puede establecer la previa censura, ni exigir fianza a los autores o impresores, ni coartar la libertad de imprenta, que no tiene más límites que el respeto a la vida privada, a la moral y a la paz pública. En ningún caso podrá secuestrarse la imprenta como instrumento del delito.
Las leyes orgánicas dictarán cuantas disposiciones sean necesarias para evitar que so pretexto de las denuncias por delitos de prensa, sean encarcelados los expendedores, “papeleros”, operarios y demás empleados del establecimiento donde haya salido el escrito denunciado, a menos que se demuestre previamente la responsabilidad de aquellos.

#### Colombia
La Constitución de Cundinamarca, promulgada en Santa Fe de Bogotá en 1811, reconoce la libertad de prensa en el Título XII, artículo 11.
La Constitución de Colombia de 1991 reconoce este derecho en el artículo 20.

#### República Dominicana
La Constitución Dominicana de 2010 modificada en 2015, establece en su artículo 49 la libertad de expresión e información.

#### Perú
La libertad de prensa está en los artículos 26, 27, 182 y 193 de la Constitución Peruana de 1823. Está reconocida en el artículo 2.4 de la Constitución de 1993.

#### Argentina
La Constitución de 1819, llamada Constitución de las Provincias Unidas de Sudamérica, establece la libertad de prensa en su artículo 111. La Constitución de 1826 lo reconoce en su artículo 161.
La Constitución Argentina de 1853 recoge este derecho en su artículo 14.

#### Chile
La Constitución de Chile de 1822 reconoce el derecho a la libertad de prensa en el artículo 47.23. La Constitución de Chile actual reconoce la libertad de prensa en el artículo 19.12.

### Asia

#### China
Los críticos argumentan que la República Popular China (RPC) no ha cumplido sus promesas sobre la libertad de los medios de comunicación en la China continental. Freedom House clasifica constantemente a China como "No libre" en su estudio anual sobre libertad de prensa, incluido el informe de 2014. El periodista de la RPC He Qinglian dice que los medios de comunicación de la RPC están controlados por las directivas del departamento de propaganda del Partido Comunista y están sujetos a una intensa vigilancia que amenaza con castigar a los infractores, en lugar de la censura previa a la publicación. En 2008, el reportero de ITV News John Ray fue arrestado mientras cubría una protesta de libertad para el Tíbet. La cobertura mediática internacional de las protestas tibetanas solo unos meses antes de los Juegos Olímpicos de Pekín en 2008 desencadenó una fuerte reacción dentro de China. Los profesionales de los medios de comunicación chinos aprovecharon la oportunidad para discutir con las autoridades de propaganda a favor de una mayor libertad de los medios: un periodista preguntó: "Si ni siquiera los periodistas chinos pueden informar sobre los problemas en el Tíbet, ¿cómo pueden los periodistas extranjeros conocer la perspectiva china sobre los acontecimientos?" Los periodistas extranjeros también informaron que su acceso a ciertos sitios web, incluidos los de las organizaciones de derechos humanos, estaba restringido. El presidente de Comité Olímpico Internacional Jacques Rogge declaró al final de los Juegos Olímpicos de 2008 que 'Las regulaciones [que rigieron la libertad de los medios extranjeros durante los Juegos Olímpicos] podrían no ser perfectas pero son un cambio radical en comparación con el situación anterior. Esperamos que continúen'. El Club de Corresponsales Extranjeros de China emitió una declaración durante los Juegos Olímpicos diciendo que 'a pesar del bienvenido progreso en términos de accesibilidad y la cantidad de conferencias de prensa dentro de las instalaciones olímpicas, este club se ha alarmado por el uso de violencia, intimidación y acoso en el exterior. El club ha confirmado más de 30 casos de informes de interferencia desde la apertura formal del centro de medios olímpicos el 25 de julio, y está revisando al menos otros 20 incidentes reportados'.
En 2012, la Oficina del Alto Comisionado de las Naciones Unidas para los Derechos Humanos instó al gobierno chino a levantar las restricciones al acceso de los medios a la región y a permitir que monitores independientes e imparciales visiten y evalúen las condiciones en el Tíbet. El gobierno chino no cambió su posición.

#### Pakistán
El artículo 19 de la Constitución Pakistaní dice: "Todo ciudadano tendrá derecho a la libertad de discurso y expresión, y habrá libertad de prensa, sujeta a cualquier restricción razonable impuesta por la ley en interés de la gloria del Islam o de la integridad, seguridad o defensa de Pakistán o alguna parte del mismo, las relaciones amistosas con estados extranjeros, el orden público, la decencia o la moralidad, o en relación con el desacato a un tribunal, la comisión o la incitación a un delito". Irónicamente, la libertad de prensa en Pakistán se desarrolló por primera vez durante el reinado de Musharraf, una dictadura militar.
En su Índice de Libertad de Prensa de 2018, Reporteros sin Fronteras clasificó a Pakistán como el número 139 de 180 países según la libertad de prensa. Un informe reciente de Reporteros sin Fronteras implica una mejora considerable en la libertad de prensa en comparación con los años anteriores.

#### Singapur
El entorno mediático de Singapur se considera controlado por el gobierno.

#### India
La Constitución de la India, de 1949, aunque no menciona la palabra "prensa", establece "el derecho a la libertad de discurso y expresión" (Artículo 19. 1. a). Sin embargo, este derecho está sujeto a restricciones bajo una subcláusula, por lo que esta libertad puede ser restringida por razones de "soberanía e integridad de la India, la seguridad del Estado, relaciones amistosas con Estados extranjeros, orden público, preservar la decencia o la moralidad, o en relación con el desacato ante un tribunal, la difamación o el incitamiento a un delito".
Durante el primer medio siglo de independencia, el control de los medios por parte del estado fue la principal limitación para la libertad de prensa. Indira Gandhi declaró en 1975 que All India Radio es "un órgano del Gobierno, seguirá siendo un órgano del Gobierno […]".
Ocupa el lugar 138 de los 180 países del Índice de Libertad de Prensa de 2018 realizado por Reporteros sin Fronteras. Analíticamente, la libertad de prensa de la India, como podría deducirse del Índice de Libertad de Prensa, se ha reducido constantemente desde 2002, cuando logró la mejor posición en términos de libertad aparente, alcanzando un rango de 80 entre los países reportados. En 2018, el lugar de la India en este escalafón sobre la libertad de prensa disminuyó en dos puestos a 138. Al explicar la disminución, Reporteros sin Fronteras citó la creciente intolerancia de los partidarios nacionalistas hindúes del primer ministro indio Narendra Modi y los asesinatos de periodistas como Gauri Lankesh.

#### Bangladés
Según los informes, los medios de Bangladés siguen una autocensura debido a la controvertida Ley de Tecnología de la Información y la Comunicación. Bajo esta ley, 25 periodistas y varios cientos de blogueros y usuarios de Facebook fueron procesados en Bangladés en 2017.
Bangladés se sitúa en el lugar 146 de la lista de 180 países en el Índice de Libertad de Prensa de 2018 realizado por Reporteros sin Fronteras.
Durante las protestas de seguridad vial en 2018, el gobierno de Bangladés desconectó los datos móviles 3G y 4G y también arrestó a un fotógrafo llamado Shahidul Alam por la Ley de Tecnología de la Información y la Comunicación, después de haber dado una entrevista con Al Jazeera.

### África

#### Tanzania
A partir de 2018, los proveedores de contenido en línea deben tener licencia y pagar una tarifa anual al gobierno.

### Oriente Medio

#### Palestina
En octubre de 2019, la Autoridad Palestina bloqueó 59 sitios web, alegando que criticaban al gobierno. Estos sitios web eran palestinos y árabes, y se identificó que habían publicado material que "amenaza la seguridad nacional y la paz civil". Quds News Network, entre los sitios bloqueados, declaró que la medida reflejaba la represión de la prensa por parte de la Autoridad Palestina.